# Cherier
Cherier és un municipi francès situat al departament del Loira i a la regió d'Alvèrnia-Roine-Alps. L'any 2007 tenia 469 habitants.

## Demografia

### Població
El 2007 la població de fet de Cherier era de 469 persones. Hi havia 191 famílies de les quals 62 eren unipersonals (33 homes vivint sols i 29 dones vivint soles), 67 parelles sense fills, 54 parelles amb fills i 8 famílies monoparentals amb fills.
La població ha evolucionat segons el següent gràfic:
Habitants censats

### Habitatges
El 2007 hi havia 286 habitatges, 203 eren l'habitatge principal de la família, 45 eren segones residències i 38 estaven desocupats. 275 eren cases i 8 eren apartaments. Dels 203 habitatges principals, 144 estaven ocupats pels seus propietaris, 39 estaven llogats i ocupats pels llogaters i 20 estaven cedits a títol gratuït; 14 tenien dues cambres, 19 en tenien tres, 51 en tenien quatre i 119 en tenien cinc o més. 174 habitatges disposaven pel capbaix d'una plaça de pàrquing. A 95 habitatges hi havia un automòbil i a 84 n'hi havia dos o més.

### Piràmide de població
La piràmide de població per edats i sexe el 2009 era:
| Homes | Edats   | Dones |
| ----- | ------- | ----- |
| 0     | 95 o +  | 0     |
| 0     | 90 a 94 | 0     |
| 0     | 85 a 89 | 4     |
| 0     | 80 a 84 | 4     |
| 12    | 75 a 79 | 20    |
| 12    | 70 a 74 | 12    |
| 24    | 65 a 69 | 28    |
| 0     | 60 a 64 | 4     |
| 20    | 55 a 59 | 8     |
| 12    | 50 a 54 | 16    |
| 12    | 45 a 49 | 12    |
| 16    | 40 a 44 | 16    |
| 20    | 35 a 39 | 20    |
| 28    | 30 a 34 | 12    |
| 8     | 25 a 29 | 12    |
| 4     | 20 a 24 | 4     |
| 16    | 15 a 19 | 4     |
| 12    | 10 a 14 | 20    |
| 24    | 5 a 9   | 4     |
| 16    | 0 a 4   | 8     |

## Economia
El 2007 la població en edat de treballar era de 280 persones, 194 eren actives i 86 eren inactives. De les 194 persones actives 179 estaven ocupades (108 homes i 71 dones) i 15 estaven aturades (6 homes i 9 dones). De les 86 persones inactives 43 estaven jubilades, 15 estaven estudiant i 28 estaven classificades com a «altres inactius».

### Ingressos
El 2009 a Cherier hi havia 203 unitats fiscals que integraven 480 persones, la mediana anual d'ingressos fiscals per persona era de 13.772 €.

### Activitats econòmiques
Dels 14 establiments que hi havia el 2007, 1 era d'una empresa alimentària, 1 d'una empresa de fabricació d'altres productes industrials, 2 d'empreses de construcció, 1 d'una empresa de comerç i reparació d'automòbils, 2 d'empreses de transport, 3 d'empreses d'hostatgeria i restauració, 1 d'una empresa immobiliària, 2 d'empreses de serveis i 1 d'una entitat de l'administració pública.
Dels 3 establiments de servei als particulars que hi havia el 2009, 1 era un paleta, 1 fusteria i 1 restaurant.
L'any 2000 a Cherier hi havia 37 explotacions agrícoles que ocupaven un total de 1.344 hectàrees.

## Equipaments sanitaris i escolars
El 2009 hi havia una escola elemental.

## Poblacions més properes
El següent diagrama mostra les poblacions més properes.